# Axel Norling
Axel Norling (n. 16 aprilie 1884, Stockholm, Suedia-Norvegia – d. 7 mai 1964, Stockholm, Suedia) a fost un săritor în apă ce a reprezentat Suedia, medaliat olimpic. A participat la 2 ediții ale Jocurilor Olimpice (1908, 1912) în care a câștigat două medalii de aur.